# Vöröskő vára
Vöröskő vára (szlovákul: Hrad Červený Kameň) a Pozsonyból Morvaországba vezető utat védte Cseszte település felett. A vár egy olyan hatalmas kvarckősziklán épült, ami a várpince padlójaként ma is jól látható. A vár Pozsonytól harminc kilométerre található, Bazin irányában. A 13. században a végvárlánc és Magyarország nyugati védvonalának volt a része. A várkastély a Kis-Kárpátok 340 méteres tengerszint feletti magaslatán áll.

## Történelme
A vöröskői vár területét III. Béla magyar király hozományként adta leánya, Konstancia királynénak és férjének, I. Ottokár cseh királynak. Amikor Ottokár meghalt, és Konstancia özvegységre jutott, 1240-ben emelte ide azt a várat, amiben élete hátralevő részét töltötte.
Halála után a királyi birtokos Tibor (Tiburc) gróf Tamás nevű fiához kerül, aki nem sokáig élvezhette, miután az általa hamisan megvádolt Turnyi Domonkos gróf Marton nevű fiának a vár felét kárpótlásul kellett adnia, az ország akkori albírája Devecheri Eimech Márton ítéletének megfelelően.
1269-ben Marton kétszáz nehéz márkáért és egy díszes ezüst páncélért engedte át Csáky Péter fiának, Mátyás mesternek, trencséni grófnak, nádorispánnak, Vág melléke urának, aki később Vencel, Ottó és I. Károly uralkodása alatt szerzett magának Csák Mátéként hírnevet. Mátyás mester halála után ismét a királyra szállt vissza a vár birtoka.
1350-ben Wolfart Ulriché, 1441-ben Wolfart Judith hozományaként férjét – Szentgyörgyi György (Bazini) grófot – a magyar óvári, és felvidéki vöröskői várral gazdagította.
1390-ben Zsigmond foglalta vissza Prokop morva őrgróftól. Majd 1511-ben Szentgyörgyi gróf Péter fia, Szapolyai Györgyre és Jánosra testálta. 1516-ban örökösök hiányában minden II. Lajos királyra száll vissza, aki hitvesének Mária királynénak adományozza.
1526-ban, miután Szapolyai György és II. Lajos király is elesett a mohácsi csatában, Habsburg Ferdinánd és Szapolyai János egyaránt a magyar trón várományosa lett. Utóbbi hadereje már nem segíti meg Ferdinándot Szulejmán szultánnal szemben. A Pálffyak ekkor állnak Habsburg Ferdinánd oldalára és végig a (több mint 400 évig) a Habsburgokhoz rendületlenül hűek is maradnak.
1526-ban Vöröskő azoké a Thurzóké, (Eleké [Alaxius] [1490–1543] és Jánosé) akik a Fuggerek után a világon második leggazdagabbak. A Fuggerekkel együtt rézbányákat üzemeltettek a felvidéken. Szerencséjükre az 1494–1526 közötti időkben európai versenytársak nélkül forgalmazhatták az ércet. A Besztercebánya rezét ők adták el a világ minden tájára. Termelésük az időben Európa rézigényének a 40%-át adta.
Thurzó–Fugger rokoni szálat a Thurzók féltestvére Thurzó III. György és Fugger Anna házassága jelentette. Apja az igazgatója a Thurzó–Fugger vállalkozásnak. krakkói, nürnbergi és lőcsei kizárólagos kereskedelmi joggal.
1528-ban már jelentős anyagi terhet jelentett a rézraktárak bérlete, ezért Anton Fugger inkább megvette Thurzó Elektől a vöröskői uradalmat 105 401 magyar aranyért. A réz és belőle készített lőfegyver a korabeli technika csúcsát jelentette. Alkalmas hely kellett a kibányászott nyersanyag biztonságos elhelyezésére. Anton Fugger bevált olasz mintára négyszög alapú, körbástyás erősséget terveztetett Közép Európa legnagyobb 72 m hosszú és 9 m magas kétszintes raktárát megépítve a vára alá.
1535-ben Fugger Antal (1493–1560) a régi vár helyére egy újat építtetett. Mint a legtöbb modern reneszánsz erőd ez a vár is kincstár, vagyontár, termények, bányászati termékek raktárhelye is volt egyben. A közép-felvidéki bányarezet, szőlőt és bort tárolt benne. Az építési tervek előkészületében részt vett a híres nürnbergi festő, Albrecht Dürer is. A legjobb olasz várépítőmesterek dolgoztak a helyszínen, a Pozsonyban működött Mester Jánossal (Giovannival) együtt. Az építkezés még ennek ellenére eltartott húsz évig. Vöröskőnek egy párja akadt csak Európában, a Schaffhausen ormán, Svájcban, ami 1564–1582 között épült annak érdekében, hogy befogadja mindazt, amit a vöröskői már nem tudott betárolni.

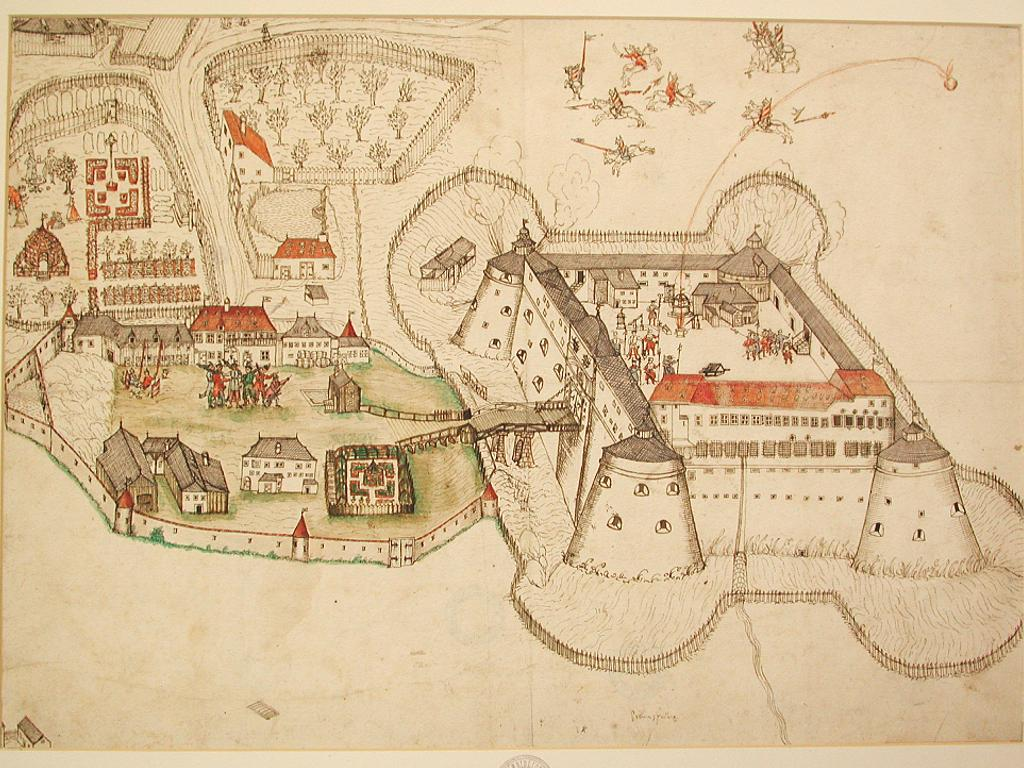
Vöröskő vára (1570)

1560-ban Anton Fugger meghalt. Örökösödési vita és az országot kifosztó Szolimán pasa törökjei veszélybe sodorták a nagy-magyarországi Fugger befektetéseket.
1581-ben a legsikeresebb törökverő Pálffy II. Miklós – később Pozsony várának örökös kapitánya és ispánja – hozományként kapja a várat. A hozomány feletti uradalmi részt 1588-ban 94 012 rajnai forinttal megváltja a Fugger családtól, Így feleségével Fugger Máriával együtt, a Thurzóknak fizetett árnál sokkal kevesebbért jutnak az egész uradalomhoz.
A rideg – minden luxust nélkülöző, de – praktikus építményt már közösen teszik egy csodálatos és fényűzően míves, kőszobrokkal, faragásokkal, festett-aranyozott képekkel és stukkókkal díszített barokk stílusú családi palotává a 17–18. század alatt.
Az átépítés sokkal többe került annál mint, ahogy eltervezték. Az uradalom sem bírta kitermelni a hiányzó különbözetet, így az augsburgi Fuggerek továbbra is támogatták költségeiben Pálffy Miklóst, aki Győr visszavételéért örökös Pozsonyi címeket és grófi rangot nyert II. Rudolftól 1599-ben.
Csak ehhez az egy uradalomhoz 18 helység tartozott, úgy mint Cseszte, Alsódiós, Ompital, Szuha, Bogdanócz, Borova, Dubova, Helmes, Hosszúfalu, Istvánfalva, Kápolna, Kosolna, Klucsován, Pila, Gidrafa (Pudmeric), Selpicz, Kárpáthalas és Harangfalva.
1683 júliusában a hatalmas török seregek szövetségeseként előrenyomuló Thököly Imre felső-magyarországi kuruc fejedelem lovas csapatai Pozsony várának és városának elfoglalása után megszállták – az önként kaput nyitó – Vöröskő várát is. Tőlük Kollonich Zsigmond csellel foglalta vissza.
1701-ben a Pálffy grófok rendíthetetlen Habsburg-hűsége miatt Vöröskőt nem érintette a Lipót császár várrombolási rendelete.
Miklóst követően I. Rudolf utódaié 5/8 rész, id. Ferencz vonalán levő Pálffyak pedig az elvi 3/8-át örökítik.
A Pálffyaké a birtok az 1945-ös államosításig. Az elkobzás alá jutott uradalmak, kastélyok összértékéről könnyebb képet alkotni, ha felsoroljuk Pálffyaktól elvett jelentősebbeket. Ezek várat és körülötte fekvő uradalmi területet, falvakat, vagy palotákat jelentenek.
Árva, Bajmóc, Bazin, Bény, Borostyánkő, Dettrekő, Dévény, Fehérkő, Feketenyék, Gidrafa (Pudmeric), Jókő, Királyfa, Nyitra, Malacka, Pozsony örökös tisztségjogok és négy városi kastély, Szentgyörgy, Szomolány, Trencsén, Vöröskő,
Budapesten három kastély, Lovasberény, Gönc, Vác, Visegrád.
A Pálffyak a Habsburg-pajzs oldalán a magyar nemzetet a 20. századig kísérik. Kivették a részüket a magyarok túlélését fenyegetők leveréséből, így a törökök elleni harcokból is. (Győr, Tata, Fehérvár, Komárom, Esztergom, Visegrád, Buda, Vác és Nándorfehérvár)
1949-ben Szlovákiában a vöröskői várat nemzeti kulturális vagyon részévé, 1970-ben pedig nemzeti kulturális műemlékké nyilvánították. Vármúzeumként mutatja be a Pálffy család nemeseit ("Pálfi" név alatt). A 16. századtól kezdve a 20. század elejéig tartó útjukat, lakáskultúrájukat, haditechnikájukat, életmódjukat. (patika.) 
A vármúzeum honlapjának jellemző módon nincs magyar nyelvű változata.

## Legendája
Vöröskő várának legendája azt meséli el, miként döntötte el 12 bölcs ember, hová épüljön a vár. Tizenegy a Kukla hegycsúcsot ajánlotta, amely épp szemben állt azzal, ahol a Vöröskő vára megépült. A tizenkettedik, a legifjabb ajánlotta csak azt a helyet, amelyre került. A többit azzal győzködte, hogy a Kukla csúcsán szellemek tanyáznak és kísértetek járnak. Az építkezés zaja felingerelné őket. A többség mégis a Kuklát választotta, majd elkezdődött a munka. Az építők aznap lerakták az alapokat. Éjjel viszont különös dolgok történt - a megépített alapot a tündérek felemelték és átvitték a szomszédos pontra. A munkások másnap reggel a Kukla csúcson hiába keresték, nem találták azt. A bölcsek újra összeülvén igazat adtak a legfiatalabbnak és abban maradtak, hogy a vár inkább a mostani helyére kerüljön.
Másik változat szerint a tündérek választották ki a helyet a vár számára, mert III. Béla magyar király leánya, eredetileg a falu keleti felére gondolta, de a falubeliek tanácsára inkább figyelembe vette a tündérek akaratát. Az ártó szellemek a várat többé már nem bántják. A vár hálából a Felvidék egyik legépebb erődítménye maradt a mai napig a Kis-Kárpátokban.